# Bành Giai Học
Bành Giai Học (tiếng Trung giản thể: 彭佳学, bính âm Hán ngữ: Péng Jiāxué, sinh tháng 5 năm 1965, người Hán) là chính trị gia nước Cộng hòa Nhân dân Trung Hoa. Ông là Ủy viên dự khuyết Ủy ban Trung ương Đảng Cộng sản Trung Quốc khóa XX, hiện là Thường vụ Tỉnh ủy Chiết Giang, Bí thư Thành ủy Ninh Ba. Ông từng là Phó Tỉnh trưởng Chiết Giang.
Bành Giai Học là đảng viên Đảng Cộng sản Trung Quốc, học vị Cử nhân Thủy lợi, Thạc sĩ Kỹ thuật. Ông có sự nghiệp nhiều năm kinh nghiệp trong ngành thủy lợi, hơn 30 năm công tác ở Chiết Giang.

## Xuất thân và giáo dục
Bành Giai Học sinh vào tháng 5 năm 1965 tại huyện Tiềm Sơn, nay là thành phố cấp huyện thuộc địa cấp thị An Khánh, tỉnh An Huy, Cộng hòa Nhân dân Trung Hoa. Ông lớn lên và tốt nghiệp cao trung ở Tiềm Sơn, thi cao khảo vào năm 1982 và đỗ Học viện Điện lực thủy lợi Vũ Hán, nay thuộc Đại học Vũ Hán, để thành phố này nhập học hệ thủy lợi nông nghiệp vào tháng 9 cùng năm, rồi tốt nghiệp cử nhân chuyên ngành công trình thủy lợi đất nông nghiệp vào tháng 7 năm 1986. Sau tốt nghiệp, ông tiếp tục thi đỗ chương trình nghiên cứu sinh toàn thời gian ở trường, nhận bằng nghiên cứu sinh chuyên nghiệp tương đương thạc sĩ cùng chuyên ngành cử nhân vào tháng 9 năm 1989. Bành Giai Học được kết nạp Đảng Cộng sản Trung Quốc vào tháng 6 năm 1987 khi là sinh viên năm cuối trường Nông nghiệp, từng tham gia khóa bồi dưỡng, huấn luyện cán bộ trung, thanh niên giai đoạn tháng 3–7 năm 2002 ở Trường Đảng Tỉnh ủy Chiết Giang.

## Sự nghiệp

### Các giai đoạn
Tháng 7 năm 1989, sau 7 năm học ở trường Nông nghiệp Vũ Hán, Bành Giai Học được phân về Chiết Giang, bắt đầu công tác ở Tổng trạm Thủy lợi đất nông nghiệp tỉnh, với vị trí là trợ lý công trình sư, rồi công trình sư. Sau 4 năm ở trạm thủy nông, ông được điều về huyện Thường Sơn, tạm thời nhậm chức Phó Huyện trưởng khoa học kỹ thuật trong 2 năm cho đến tháng 7 năm 1995, để rồi chuyển cơ quan sang Tổng công ty Đầu tư kiến thiết thủy điện Chiết Giang làm Phó Tổ trưởng Tổ trù bị trong thời gian ngắn. Sang đầu năm 1996, ông được điều lên công tác ở Chính phủ Nhân dân tỉnh Chiết Giang, là Phó Trưởng phòng Kế hoạch quy hoạch của Sảnh Thủy lợi, rồi Trưởng phòng từ tháng 4 năm 1999. Giai đoạn này ông từng được biệt phái lên trung ương để công tác ở Ty Kế hoạch của Bộ Thủy lợi từ tháng 1 năm 1996 đến tháng 1 năm 1997. Tháng 8 năm 2003, ông được thăng chức làm Phó Sảnh trưởng Sảnh Thủy lợi, và là Thành viên Đảng tổ sảnh và giữ vị trí này thêm 6 năm.
Vào tháng 3 năm 2009, Bành Giai Học được điều về địa cấp thị Cù Châu, chỉ định vào Ủy ban Thường vụ Thị ủy, nhậm chức Phó Thị trưởng thường vụ. Sau 3 năm ở Cù Châu, ông trở lại Sảnh Thủy lợi và giữ chức cũ là Phó Sảnh trưởng, nhưng ở vị trí cao hơn là Phó Bí thư Đảng tổ sảnh, tức phó Sảnh trưởng thứ nhất. Tháng 3 năm 2013, ông được bổ nhiệm làm Bí thư Đảng tổ, Cục trưởng Cục Ngư nghiệp và Hải dương tỉnh, đến tháng 10 năm 2015 thì điều chuyển làm Bí thư Thị ủy Thiệu Hưng.

### Cấp cao
Tháng 1 năm 2018, Bành Giai Học được bổ nhiệm làm Phó Tỉnh trưởng, Thành viên Đảng tổ Chính phủ Chiết Giang. Đến ngày 18 tháng 1 năm 2021, ông được bầu vào Ủy ban Thường vụ Tỉnh ủy Chiết Giang, được phân về thành phố Ninh Ba nhậm chức Bí thư Thành ủy, Bí thư thứ Nhất Đảng ủy Khu Cảnh bị Ninh Ba. Cuối năm 2022, ông tham gia Đại hội Đảng Cộng sản Trung Quốc lần thứ XX từ đoàn đại biểu Chiết Giang. Trong quá trình bầu cử tại đại hội, ông được bầu là Ủy viên dự khuyết Ủy ban Trung ương Đảng Cộng sản Trung Quốc khóa XX.